# 아키즈키급 구축함 (1942년)
아키즈키급 구축함(秋月型駆逐艦)은 제2차 세계 대전 중에 건조된 일본 제국 해군의 구축함 함급으로, 주로 항공모함 전투단의 대공 방어 역할을 위해 가게로급를 보완하기 위해 건조되었다. 이 함급은 계획명에서 따와 B형 구축함(乙型駆逐艦)이라고도 불렸다. 전쟁 중에 이 함급은 매우 유능한 다목적 플랫폼으로 입증되었으며 일본 제국 해군에서 높은 평가를 받았다.

## 설계와 설명
아키즈키급은 신개발된 98식 양용포 4문을 2연장 포탑으로 주포로 사용하였다. 4개의 포탑은 앞뒤로 쌍을 이루어 배치되었으며, 중앙 포탑은 슈퍼파이어링 위치에 놓였다. 이전 가게로급에 탑재된 대형 포와 달리 이 포는 어떠한 고도에서도 장전 가능하고 신뢰성과 연사율, 사거리가 높은 진정한 양용포였다. 각 함선은 고각 목표를 조준할 수 있는 2개의 94식 사격통제지휘기를 갖추도록 계획되었으며, 이들은 함교 위와 후방 포탑 근처의 작은 갑판실에 설치될 예정이었다. 하지만 생산 부족으로 인해 마지막 5척은 두 번째 94식을 받지 못했으며, 결국 모든 함선의 후방 위치에서 제거되었고, 그 위치는 3연장 96식 대공포를 장착하는 데 사용되었다. 2연장 96식 포탑 2문은 함 중앙에도 배치되었다.
설계가 확정되기 전, 군령부는 중앙에 장착된 92식 4연장 어뢰발사관에 93식 "롱 랜스" 어뢰를 발사하는 예비 어뢰와 함께 추가할 것을 주장했다. 이 함급은 또한 2개의 94식 폭뢰 발사기와 54개의 폭뢰를 탑재했다. 이후 건조된 함선 중 일부는 폭뢰가 72개로 늘어났다.
선체는 이전 가게로급보다 50피트 길었고, 배수량은 700톤 더 컸다. 추진은 2개의 함본 감속식 증기 터빈으로 이루어졌으며, 각 터빈은 3개의 함본 수관보일러에서 공급되는 증기를 사용하여 하나의 프로펠러 샤프트를 구동했다. 터빈은 총 52,000 축마력 (39,000 kW)로 평가되었으며 설계 속도는 33 노트 (61 km/h; 38 mph)였다. 이전 일본 구축함 설계와 달리 전투 중 생존성을 높이기 위해 기관실과 보일러실이 두 개로 분리되었다.
아키즈키급은 또한 Akizuki와 Teruzuki를 제외한 모든 함선에 장착된 21식 대공수색 레이더를 장착한 최초의 일본 구축함 중 하나였다. 1944년까지 살아남은 함선들은 13식 레이더도 받았으며, 마지막 5척은 21식 레이더가 신형 22식 레이더로 교체되었고, 추가적인 13식 레이더가 전자장비 스위트에 추가되었다.
대공 능력 면에서, 전쟁이 진행되면서 96식 포의 수가 점진적으로 증가했다. 1942년-1943년에는 2연장 포탑이 3연장 포탑으로 교체되었고, 연돌 옆에 3연장 포탑 2문이 추가되었다. 1944년 말부터 1945년 초까지 살아남은 함선들은 함교 옆에 3연장 포탑 1문을 더 받았고, 다양한 위치에 24문 이상의 단장 포탑이 추가되어 각 함선은 총 41문의 포를 갖게 되었다.
이 함급의 6척은 1939년 마루 4 계획에서, 10척은 1941년 마루 9 계획에서 승인되었다. 마지막 4척 중 하나만이 기공되었고 나머지는 모두 취소되었다. 후유쓰키 및 미치쓰키 하위 함급의 후기 함선은 생산 시간 단축을 위해 단순화된 선체 형태로 완성되었다.
1942년 추가 해군군비보충계획(제770호부터 제785호)에 따라 2,933톤으로 개량된 설계의 약간 더 큰 16척의 함선이 승인되었다. 이 계획은 나중에 마루 5 계획에 편입되었으며, 총 23척(16척 대신)의 2,701톤 함선이 계획되었다(제5061호부터 제5083호). 이들 모두는 건조 시작 전에 취소되었다.

## 함급 목록

### 아키즈키급
계획 번호 F51. 아키즈키급의 일반 생산형. 마루 4 계획(제104호-제109호)과 마루 9 계획(제360호)에 따라 7척이 건조되었다.
| 제 번호 | 함선명   | 한자 | 조선소                          | 기공일           | 진수일           | 취역일           | 운명 |
| ------- | -------- | ---- | ------------------------------- | ---------------- | ---------------- | ---------------- | --- |
| 104     | 아이즈키 | 秋月 | 마이즈루 해군 공창              | 1940년 6월 30일  | 1941년 7월 2일   | 1942년 6월 11일  | 1944년 10월 25일 엔가노 곶 해전 중 침몰. 1944년 12월 10일 해군 목록에서 삭제.                                                        |
| 105     | 데루즈키 | 照月 | 미쓰비시 중공업 나가사키 조선소 | 1940년 11월 13일 | 1941년 11월 21일 | 1942년 8월 31일  | 1942년 12월 11일 사보섬 해상에서 USS PT-37 및 PT-40에 의해 심하게 손상됨. 1942년 12월 12일 자침. 1943년 1월 20일 해군 목록에서 삭제. |
| 106     | 스즈츠키 | 涼月 | 미쓰비시 중공업 나가사키 조선소 | 1941년 3월 15일  | 1942년 3월 3일   | 1942년 12월 29일 | 사세보시에서 종전. 1945년 11월 20일 퇴역. 1948년 7월 기타큐슈시에서 방파제로 사용하기 위해 개조.                                     |
| 107     | 하츠즈키 | 初月 | 마이즈루 해군 공창              | 1941년 7월 25일  | 1942년 4월 3일   | 1942년 12월 29일 | 1944년 10월 25일 엔가노 곶 해전 중 침몰. 1944년 12월 10일 해군 목록에서 삭제.                                                        |
| 108     | 니이즈키 | 新月 | 미쓰비시 중공업 나가사키 조선소 | 1941년 12월 8일  | 1942년 6월 29일  | 1943년 3월 31일  | 1943년 7월 6일 쿨라만 해전 중 침몰. 1943년 9월 10일 해군 목록에서 삭제.                                                              |
| 109     | 와카츠키 | 若月 | 미쓰비시 중공업 나가사키 조선소 | 1942년 3월 9일   | 1942년 11월 24일 | 1943년 5월 31일  | 1944년 11월 11일 오르모크만 해전 중 침몰. 1945년 1월 10일 해군 목록에서 삭제.                                                        |
| 360     | 시모츠키 | 霜月 | 미쓰비시 중공업 나가사키 조선소 | 1942년 7월 6일   | 1943년 4월 7일   | 1944년 3월 31일  | 1944년 11월 25일 아남바스 제도 해상에서 USS Cavalla에 의해 침몰. 1945년 1월 10일 해군 목록에서 삭제.                                 |

### 후유쓰키급
계획 번호 F51. 후유쓰키 하위 함급은 원래 아키즈키급과 동일한 사양으로 건조될 예정이었으나 건조가 단순화되었다. 마루 9 계획(제361호-제364호)에 따라 4척이 건조되었다. 아키즈키급과의 주요 차이점은 단순화된 함수 설계, 제거된 후부 갑판실, 보일러를 위한 2차원 공기 흡입구 장착 등이다. 그러나 일본 제국 해군은 이 설계에 만족하지 않았다. 추가적인 수정이 명령되었고, 이는 미치쓰키 하위 함급으로 이어졌다.
| 제 번호 | 함선명   | 한자 | 조선소             | 기공일           | 진수일          | 취역일           | 운명 |
| ------- | -------- | ---- | ------------------ | ---------------- | --------------- | ---------------- | --- |
| 361     | 후유츠키 | 冬月 | 마이즈루 해군 공창 | 1943년 5월 8일   | 1944년 1월 20일 | 1944년 5월 25일  | 기타큐슈시에서 종전. 1945년 11월 20일 퇴역. 1948년 7월 기타큐슈시에서 방파제로 사용하기 위해 개조.                             |
| 362     | 하루츠키 | 春月 | 사세보 해군공창    | 1943년 12월 23일 | 1944년 8월 3일  | 1944년 12월 28일 | 구레시에서 종전. 1945년 10월 5일 퇴역. 1947년 8월 28일 소련에 항복하여 Vnezapniy (Внезапный, 리터럴리 '갑작스러운')로 개명.    |
| 363     | 요이즈키 | 宵月 | 우라가 선거        | 1943년 8월 25일  | 1944년 9월 25일 | 1945년 1월 31일  | 노미정에서 종전. 1945년 10월 5일 퇴역. 1947년 8월 29일 중화민국에 항복하여 펀양(Fen Yang)으로 개명. 1963년 해체.               |
| 364     | 나즈츠키 | 夏月 | 사세보 해군공창    | 1944년 5월 1일   | 1944년 12월 2일 | 1945년 4월 8일   | 기타큐슈시에서 종전. 1945년 10월 5일 퇴역. 1947년 8월 25일 영국에 항복. 1947년 9월부터 1948년 3월까지 우라가에서 매각 후 해체. |

### 미치쓰키급
계획 번호 F53. 아키즈키급의 최종 생산형. 후유쓰키급보다 더 단순화되었다. 마루 9 계획(제365호-제369호)에서 남은 5척과 추가 해군군비보충계획(제770호-제785호)에서 16척으로 구성되었다. 1941년 추가 해군군비보충계획이 마루 5 계획으로 대체됨에 따라, 미치쓰키급 16척은 제5061호-제5076호로 재계획되었으며, 이 설계의 함선 6척(제5077호-제5082호)이 추가되었다. 그러나 1척만 완성되었다.
| 제 번호 | 함선명     | 한자   | 조선소             | 기공일          | 진수일           | 취역일           | 운명 |
| ------- | ---------- | ------ | ------------------ | --------------- | ---------------- | ---------------- | --- |
| 365     | 미치쓰키   | 満月   | 사세보 해군공창    | 1945년 1월 3일  |                  |                  | 16% 완성, 1945년 4월 17일 건조 중단. 1948년 2월 28일 해체.                                                                                       |
| 366     | 하나즈키   | 花月   | 마이즈루 해군 공창 | 1944년 2월 10일 | 1944년 10월 10일 | 1944년 12월 26일 | 서부 세토 내해에서 종전. 1945년 10월 5일 퇴역. 1947년 8월 29일 미국에 항복하여 DD-934로 개명. 1948년 2월 3일 고토 열도 해상에서 표적함으로 침몰. |
| 367     | 기요쓰키   | 清月   | 마이즈루 해군 공창 | 빈칸            | 빈칸             | 빈칸             | 1944년 12월 14일 취소. |
| 368     | 오쓰키     | 大月   | 사세보 해군공창    | 빈칸            | 빈칸             | 빈칸             | 1944년 12월 14일 취소. |
| 369     | 하즈키     | 葉月   | 마이즈루 해군 공창 | 빈칸            | 빈칸             | 빈칸             | 1944년 12월 14일 취소. |
| 5061    | 야마즈키   | 山月   | 빈칸               | 빈칸            | 빈칸             | 빈칸             | 1944년 12월 14일 취소. |
| 5062    | 우라즈키   | 浦月   | 빈칸               | 빈칸            | 빈칸             | 빈칸             | 1944년 12월 14일 취소. |
| 5063    | 아오구모   | 青雲   | 빈칸               | 빈칸            | 빈칸             | 빈칸             | 1944년 12월 14일 취소. |
| 5064    | 베니구모   | 紅雲   | 빈칸               | 빈칸            | 빈칸             | 빈칸             | 1944년 12월 14일 취소. |
| 5065    | 하루구모   | 春雲   | 빈칸               | 빈칸            | 빈칸             | 빈칸             | 1944년 12월 14일 취소. |
| 5066    | 아마구모   | 天雲   | 빈칸               | 빈칸            | 빈칸             | 빈칸             | 1944년 6월 9일 취소. |
| 5067    | 야에구모   | 八重雲 | 빈칸               | 빈칸            | 빈칸             | 빈칸             | 1944년 6월 9일 취소. |
| 5068    | 후유구모   | 冬雲   | 빈칸               | 빈칸            | 빈칸             | 빈칸             | 1944년 6월 9일 취소. |
| 5069    | 유키구모   | 雪雲   | 빈칸               | 빈칸            | 빈칸             | 빈칸             | 1944년 6월 9일 취소. |
| 5070    | 오키쓰카제 | 沖津風 | 빈칸               | 빈칸            | 빈칸             | 빈칸             | 1944년 6월 9일 취소. |
| 5071    | 시모카제   | 霜風   | 빈칸               | 빈칸            | 빈칸             | 빈칸             | 1944년 6월 9일 취소. |
| 5072    | 아사고치   | 朝東風 | 빈칸               | 빈칸            | 빈칸             | 빈칸             | 1944년 6월 9일 취소. |
| 5073    | 오카제     | 大風   | 빈칸               | 빈칸            | 빈칸             | 빈칸             | 1944년 6월 9일 취소. |
| 5074    | 고치       | 東風   | 빈칸               | 빈칸            | 빈칸             | 빈칸             | 1944년 6월 9일 취소. |
| 5075    | 니시카제   | 西風   | 빈칸               | 빈칸            | 빈칸             | 빈칸             | 1944년 6월 9일 취소. |
| 5076    | 하에       | 南風   | 빈칸               | 빈칸            | 빈칸             | 빈칸             | 1944년 6월 9일 취소. |
|         |            |        |                    |                 |                  |                  | |

## 작전 역사
아키즈키급 구축함은 제2차 세계 대전 중 모든 함선이 취역한 유일한 주요 구축함 함급이었으며, 즉시 작전에 투입되었다. 아키즈키는 1942년 8월 24일 동부 솔로몬 해전에서 항공모함을 호위했으며, 그해 9월에는 오거스타 황후만에서 공습에서 살아남았고, 10월에는 경순양함 유라를 침몰시킨 공습 중에 손상되었다. 데루즈키는 산타크루즈 해전에서 항공모함을 호위했으며, 폭탄 근접 미스에 의해 경미한 손상을 입었고, 11월 13일부터 15일까지 과달카날 해전에 참가했다. 첫 전투에서 데루즈키는 구축함 USS 쿠싱을 함포 사격으로 침몰시키는 것을 도왔고, 두 번째 전투에서는 전함 USS 사우스다코타 공격에 참여했으며 침몰하는 전함 기리시마를 지원했다. 불과 한 달 후, 데루즈키는 미국 PT 보트인 PT-37과 PT-40에 의해 공격받아 침몰했으며, 이는 이 함급의 첫 손실이었다.
1943년 초, 아키즈키는 잠수함 USS 노틸러스의 어뢰에 맞아 무력화되어 3개월간의 수리를 거쳤고, 이후 솔로몬 제도를 지원하기 위한 대규모 병력 및 보급 수송 임무를 수행했다. 7월, 니즈키는 쿨라만 해전에 참전하여 약 22,000야드 거리에서 구축함 USS 스트롱을 어뢰로 침몰시켰지만, 다음 날 미국 순양함의 함포 사격으로 승무원 대부분과 함께 침몰했다. 같은 해 11월, 와카쓰키는 엠프레스 오거스타 만 해전에서 미국 순양함-구축함 그룹과 교전한 후 라바울 폭격에서 살아남았다. 1944년 초, 스즈쓰키는 잠수함 USS 스터전의 어뢰 두 발에 맞아 함수와 함미가 모두 날아갔지만 간신히 떠다니다가 예인되어 수리를 받았고, 이는 10월까지 계속되었다. 수리 완료 직후, 그녀는 잠수함 USS 베수고의 어뢰 한 발에 다시 함수가 날아갔고, 한 달간의 추가 수리가 필요했다. 동시에 아키즈키, 하쓰즈키, 와카쓰키, 시모쓰키는 레이테만 전투의 일부인 엔가노 곶 해전에서 항공모함을 호위했고, 이 과정에서 아키즈키는 미국 뇌격기에 의해 침몰했다. 한편 하쓰즈키는 생존자를 구조하는 다른 함선을 엄호하고 미국 순양함 그룹을 유인했으며, 승무원 대부분을 잃고 침몰했지만 성공적으로 탈출하는 함선들을 엄호했다. 곧이어 후유쓰키는 잠수함 USS 트레팡의 어뢰에 의해 손상되었고, 11월에는 와카쓰키가 오르모크만 해전에서 미국 항공모함 항공기에 의해 침몰했다.
1945년 초, 시모쓰키는 잠수함 USS 카발라에 의해 어뢰에 맞아 침몰했다. 이 시기 동안 몇 척의 함선이 취역했지만, 항구를 떠나지도 못했다. 대조적으로 스즈쓰키와 후유쓰키는 텐고 작전 중 전함 야마토를 호위했고, 이 과정에서 386대의 항공모함 항공기에 의해 공격받았다. 스즈쓰키는 어뢰 명중으로 세 번째로 함수가 날아갔고, 후유쓰키는 로켓 공격으로 손상되었다. 이 함급의 나머지 6척은 제2차 세계 대전이 끝날 때까지 연료 부족으로 항구에 묶여 있었다. 전후 스즈쓰키와 후유쓰키는 방파제 함선으로 자침되었고, 나츠즈키는 영국에 의해 해체되었으며, 하나즈키는 미국에 의해 표적함으로 침몰했고, 요이즈키와 하루즈키는 각각 중국과 러시아 해군에 훈련함으로 매각되었고, 나중에 1960년대에 해체되었다.

## 갤러리

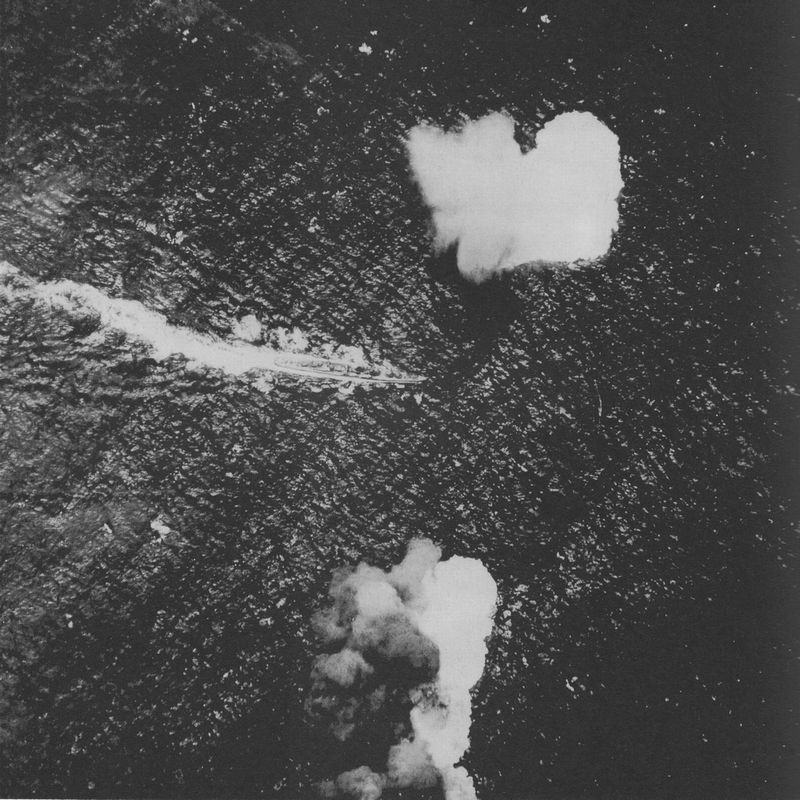
아키즈키
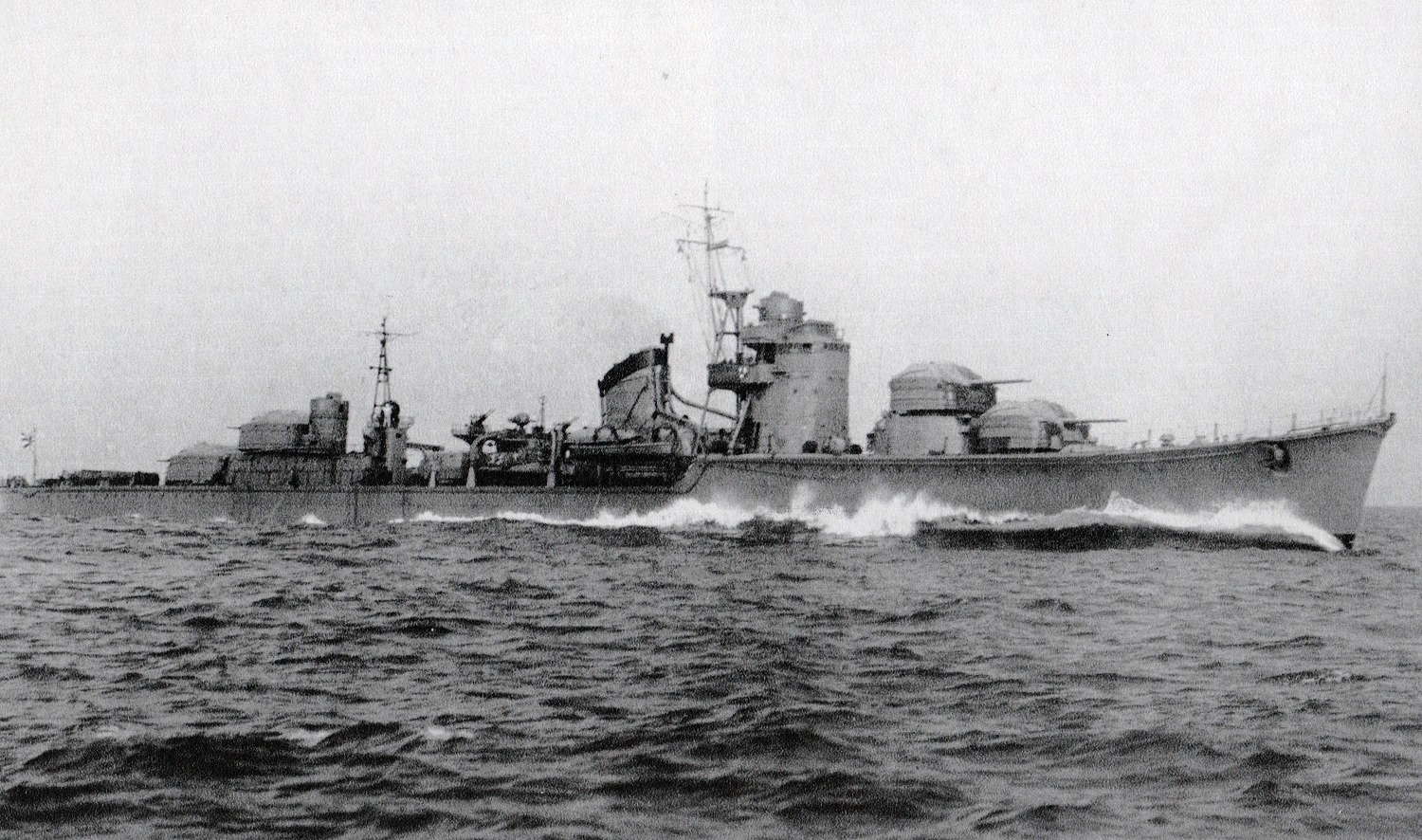
하쓰즈키
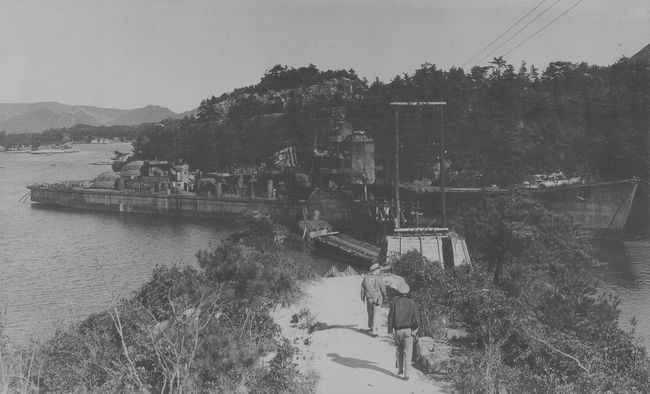
스즈쓰키
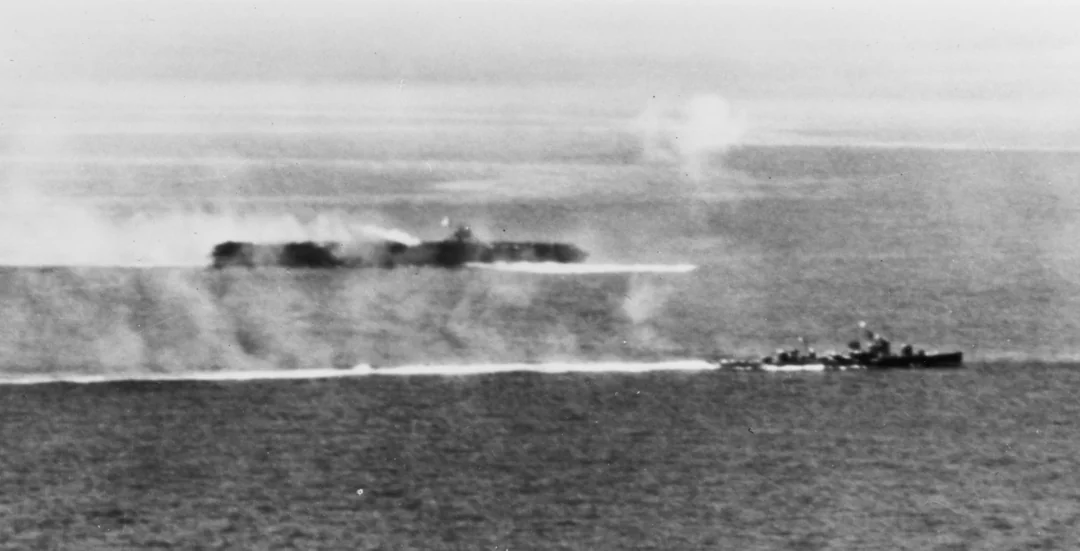
와카쓰키
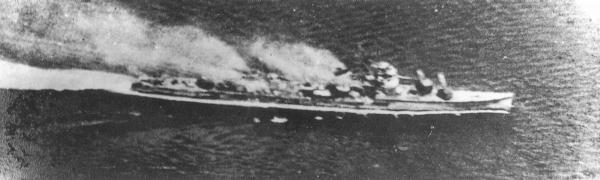
와카쓰키
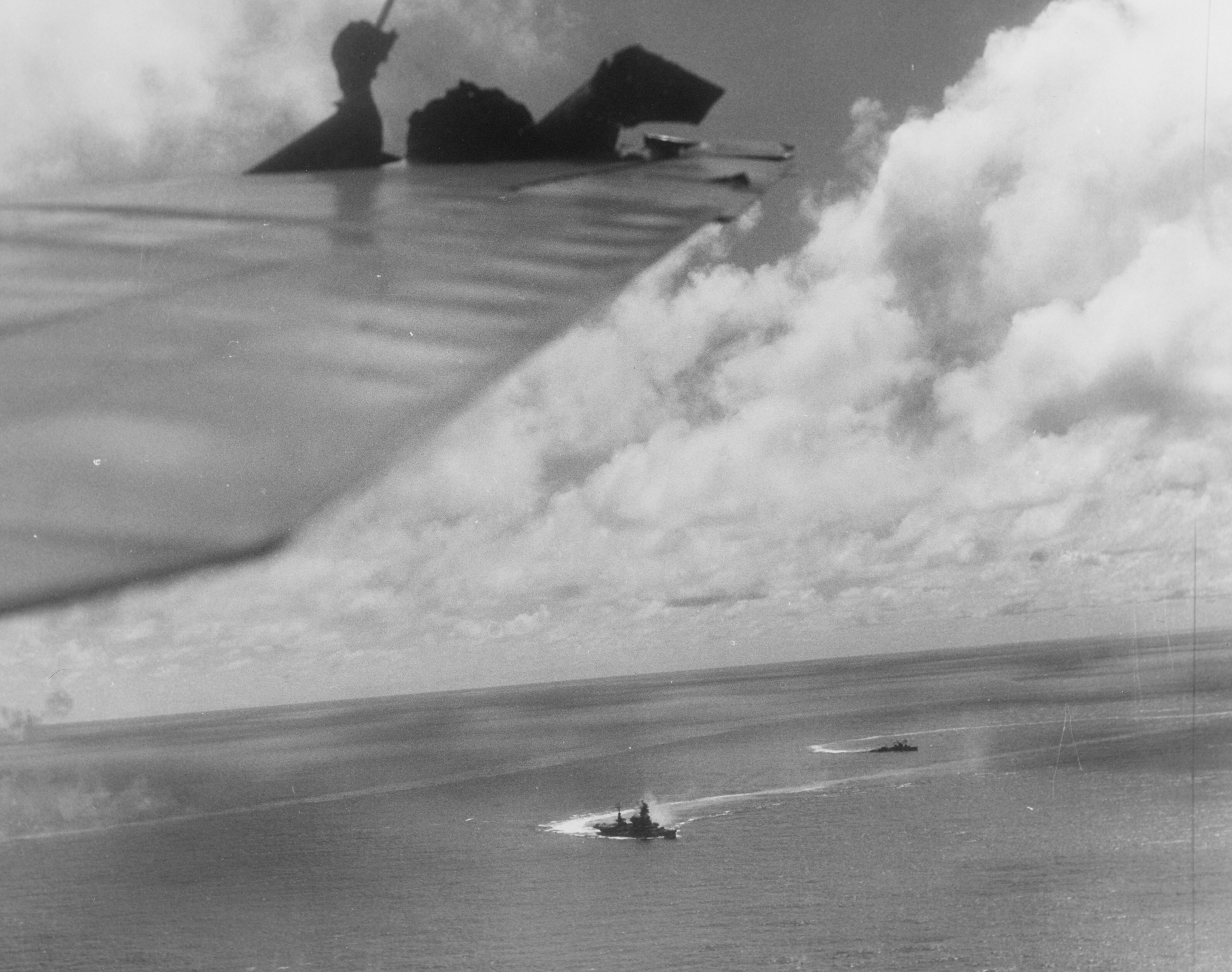
시모쓰키
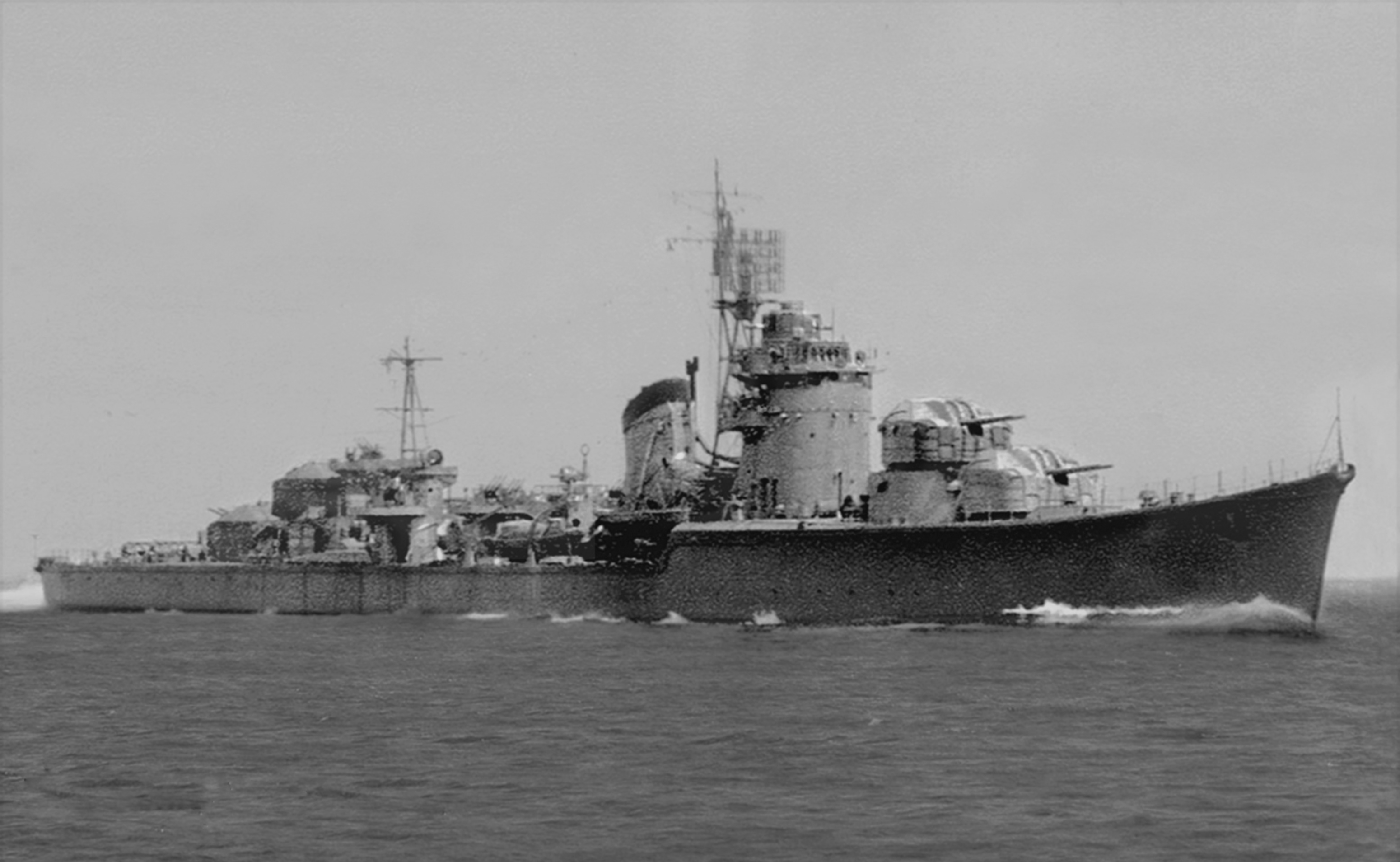
후유쓰키
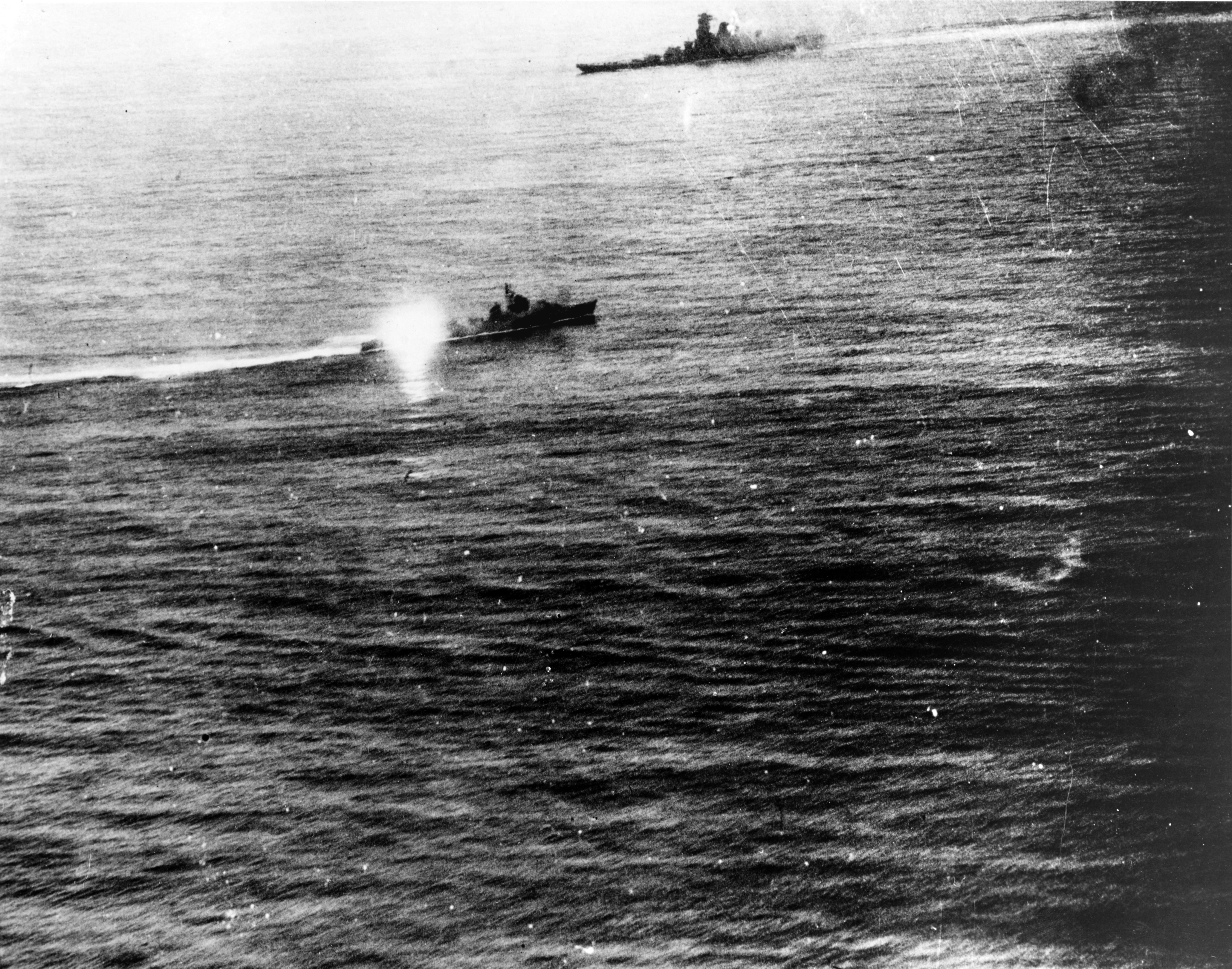
후유쓰키
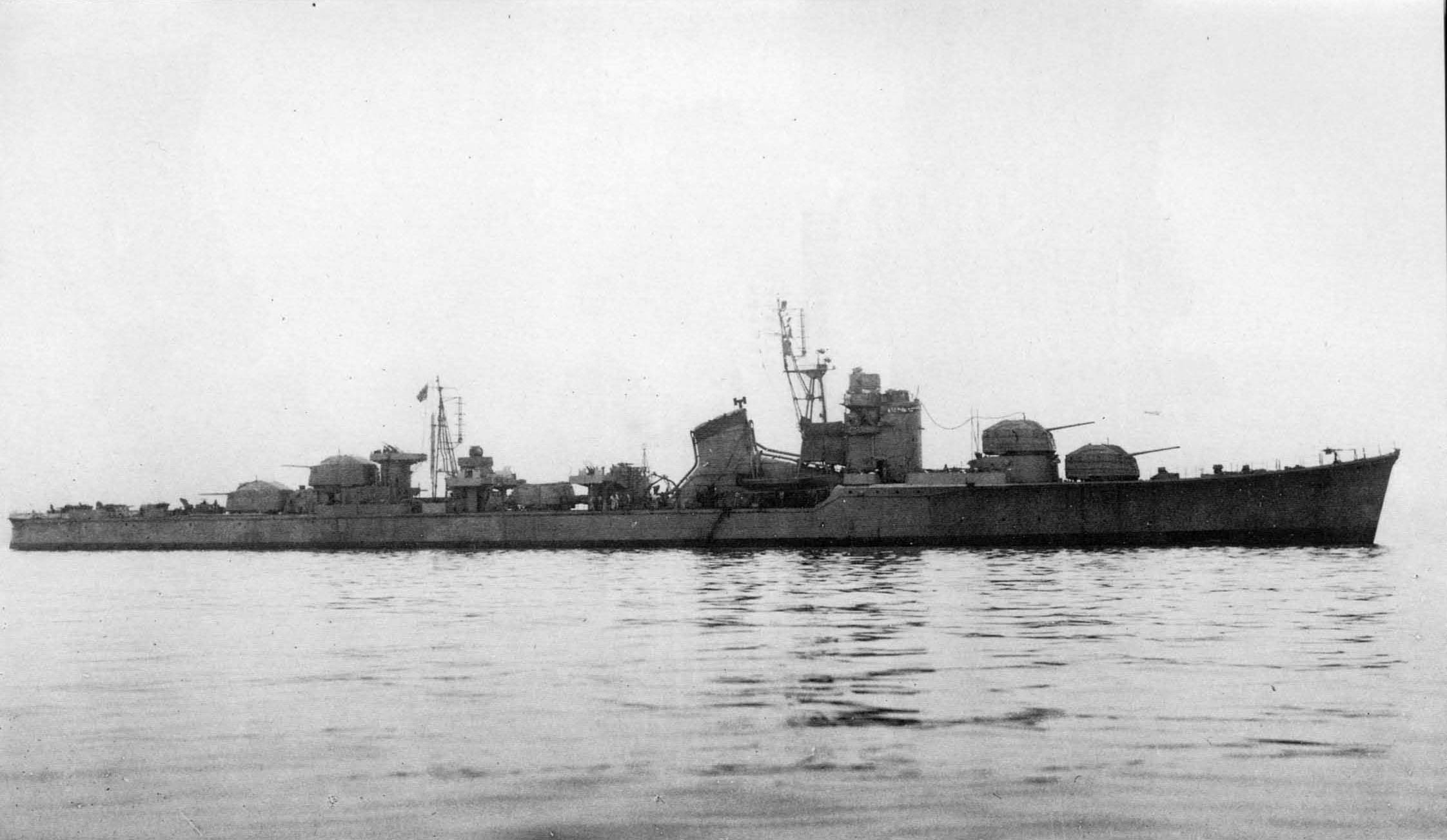
하루쓰키
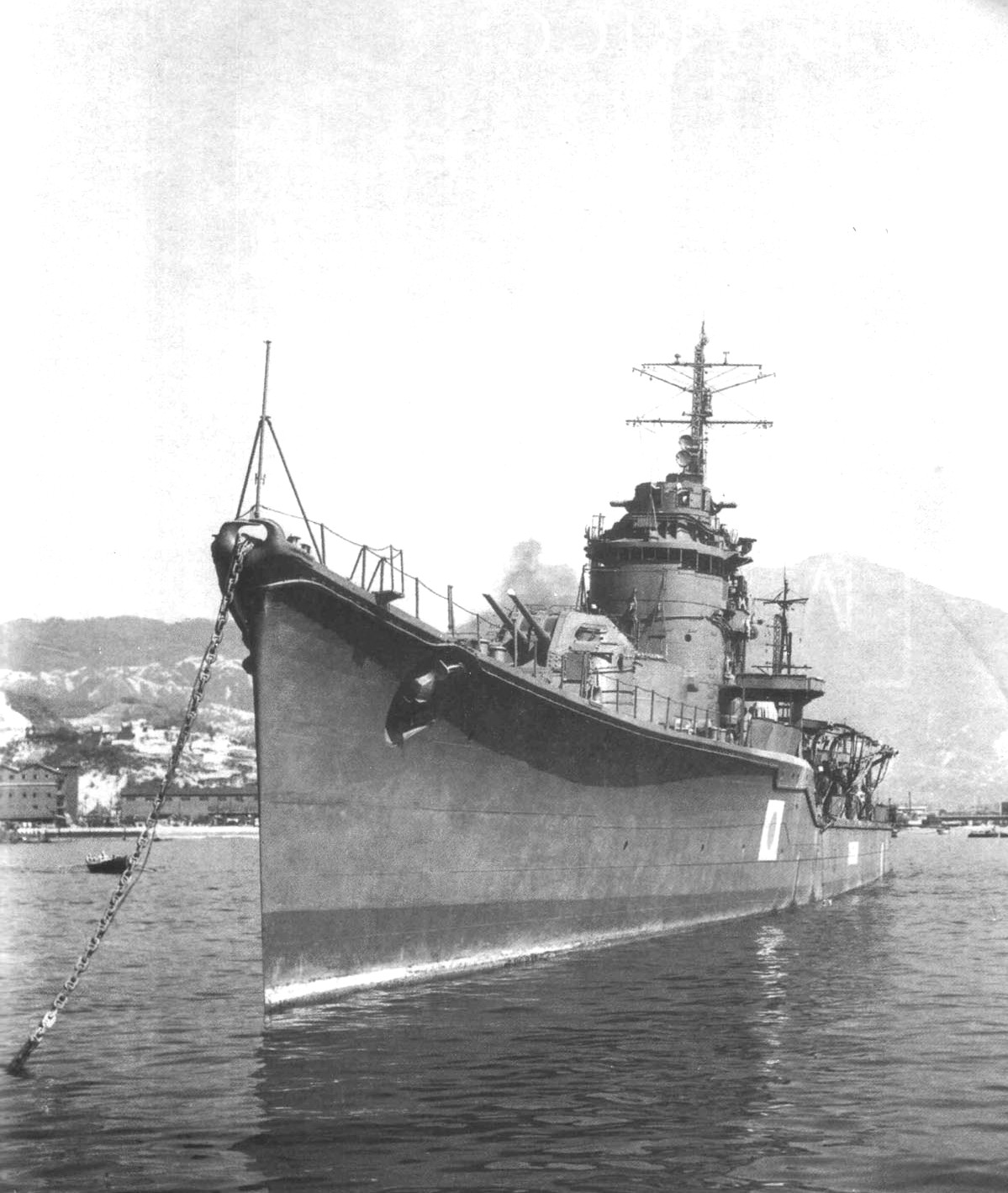
요이즈키
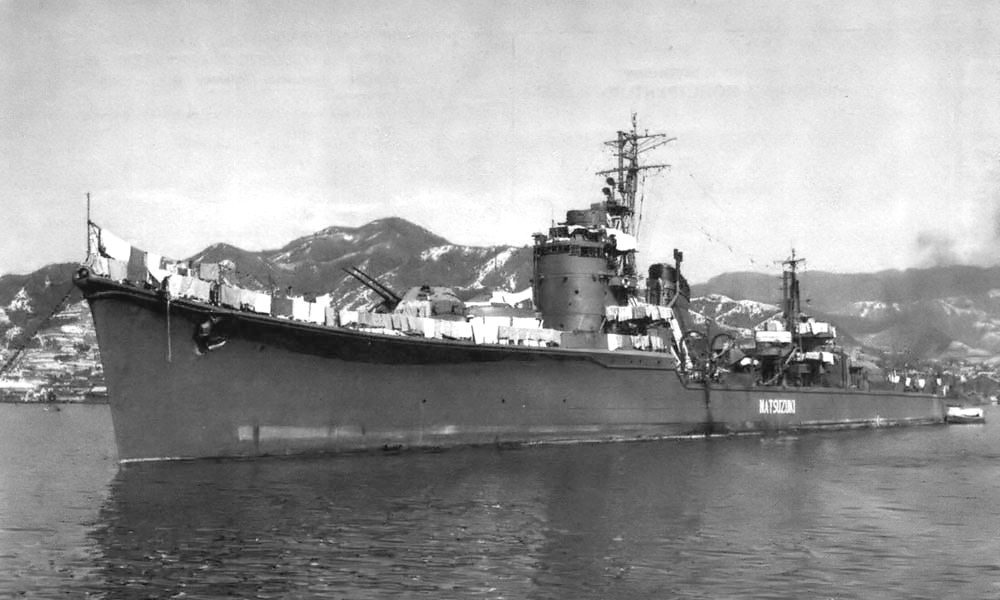
나츠즈키
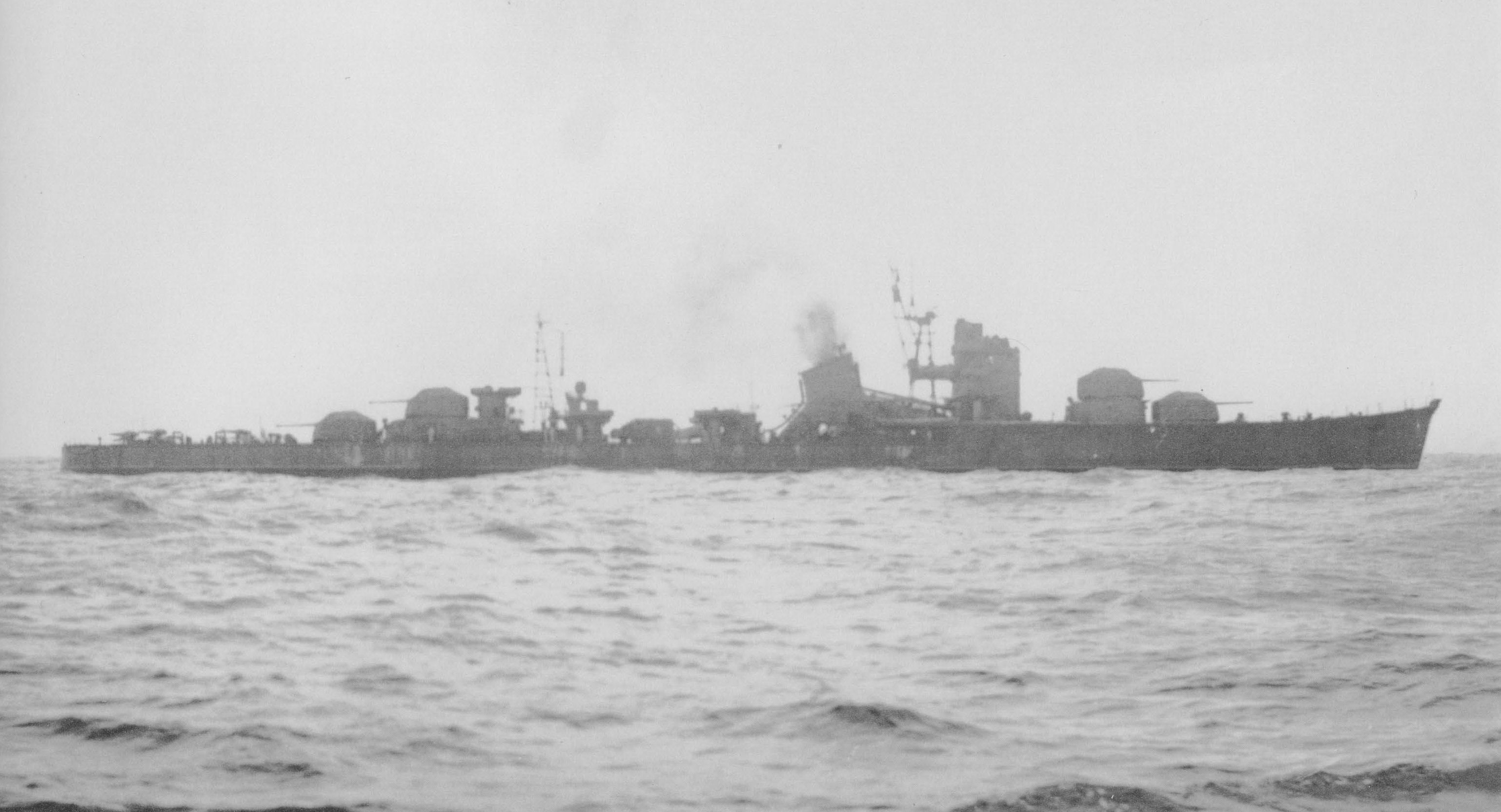
하나즈키

## 참고 문헌
- Dodson, Aidan; Cant, Serena (2020). 《Spoils of War: The Fate of Enemy Fleets after Two World Wars》. Barnsley, UK: Seaforth Publishing. ISBN 978-1-5267-4198-1.
- Jentschura, Hansgeorg; Jung, Dieter; Mickel, Peter (1977). 《Warships of the Imperial Japanese Navy, 1869–1945》. Annapolis, Maryland: United States Naval Institute. ISBN 0-87021-893-X.
- Rohwer, Jürgen (2005). 《Chronology of the War at Sea 1939–1945: The Naval History of World War Two》 Thi Revis판. Annapolis, Maryland: Naval Institute Press. ISBN 1-59114-119-2.
- Stille, Mark (2013). 《Imperial Japanese Navy Destroyers 1919–45 (2): Asahio to Tachibana Classes》. Botley, UK: Osprey Publishing. ISBN 978-1-84908-987-6.
- Sturton, Ian (1980). 〈Japan〉.   Chesneau, Roger. 《Conway's All the World's Fighting Ships 1922–1946》. Greenwich, UK: Conway Maritime Press. ISBN 0-85177-146-7.
- Todaka, Kazushige, 편집. (2020). 《Destroyers: Selected Photos from the Archives of the Kure Maritime Museum; the Best from the Collection of Shizuo Fukui's Photos of Japanese Warships》. Japanese Naval Warship Photo Album. Annapolis, Maryland: Naval Institute Press. ISBN 978-1-59114-630-8.
- Whitley, M. J. (1988). 《Destroyers of World War Two: An International Encyclopedia》. Annapolis, Maryland: Naval Institute Press. ISBN 0-87021-326-1.

## 추가 자료
- “아시아 역사 자료 센터” (일본어)., 일본 국립 공문서관.
  - 참조 코드: C12070120400, 10월 (1).
  - 참조 코드: C12070510100, 2월 (1).